# Poduri
Poduri is een Roemeense gemeente in het district Bacău.
Poduri telt 8169 inwoners.